# Grand-Place d'Anvers
Pour les articles homonymes, voir Grand-Place (homonymie).
La Grand-Place (en néerlandais : Grote Markt) est la place centrale de la ville d'Anvers, située dans le centre historique, à quelques centaines de mètres de l'Escaut.

## Lieux d'intérêt
Sur la place, se trouve notamment :
- L'hôtel de ville
- L'office de tourisme
- Les maisons de guilde
- La fontaine Brabo, une statue créée par Jef Lambeaux

Sur la place se situent aussi de nombreux restaurants et cafés. En hiver, il y a un marché de Noël et une patinoire.

## Galerie

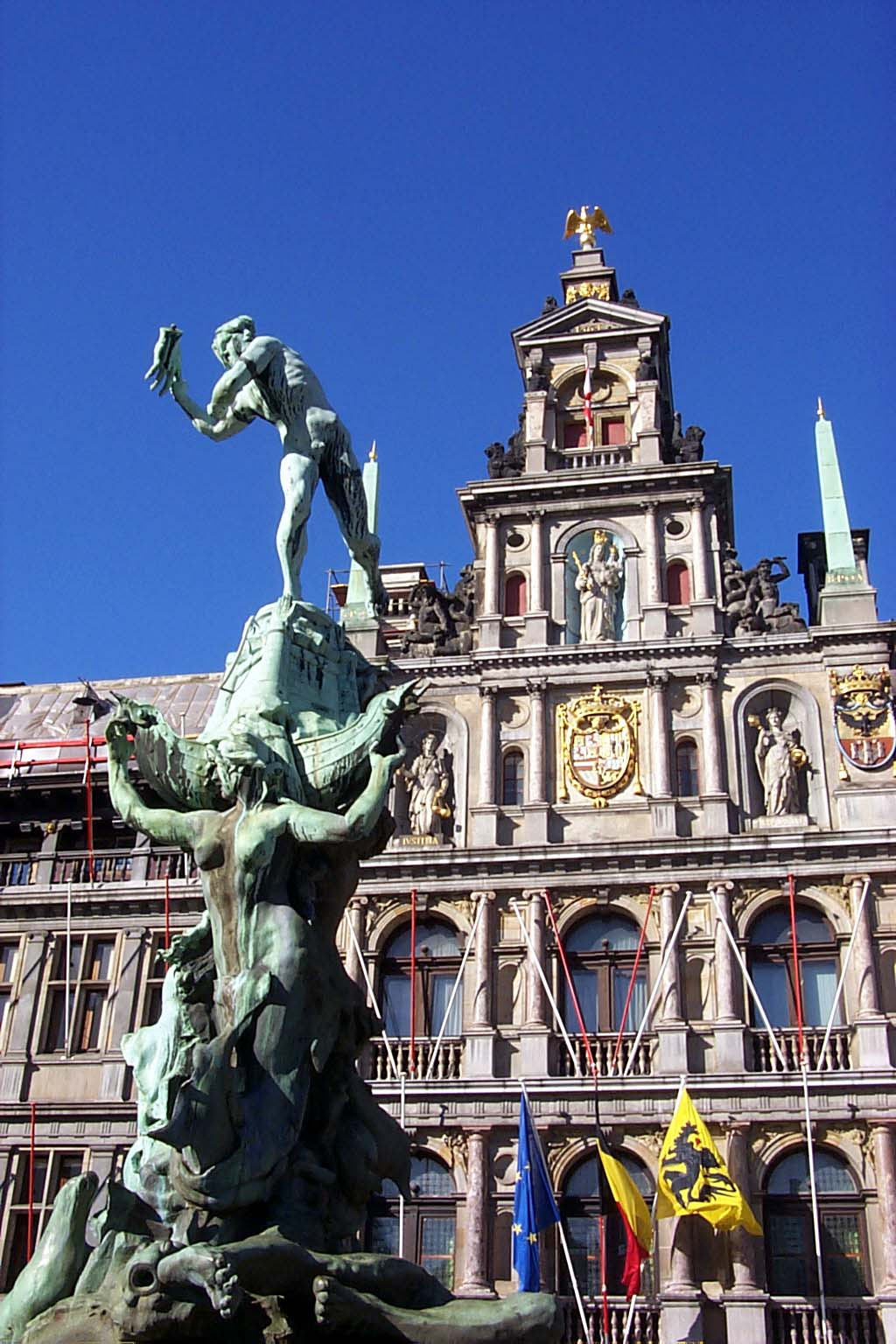
La fontaine Brabo avec derrière l'hôtel de ville
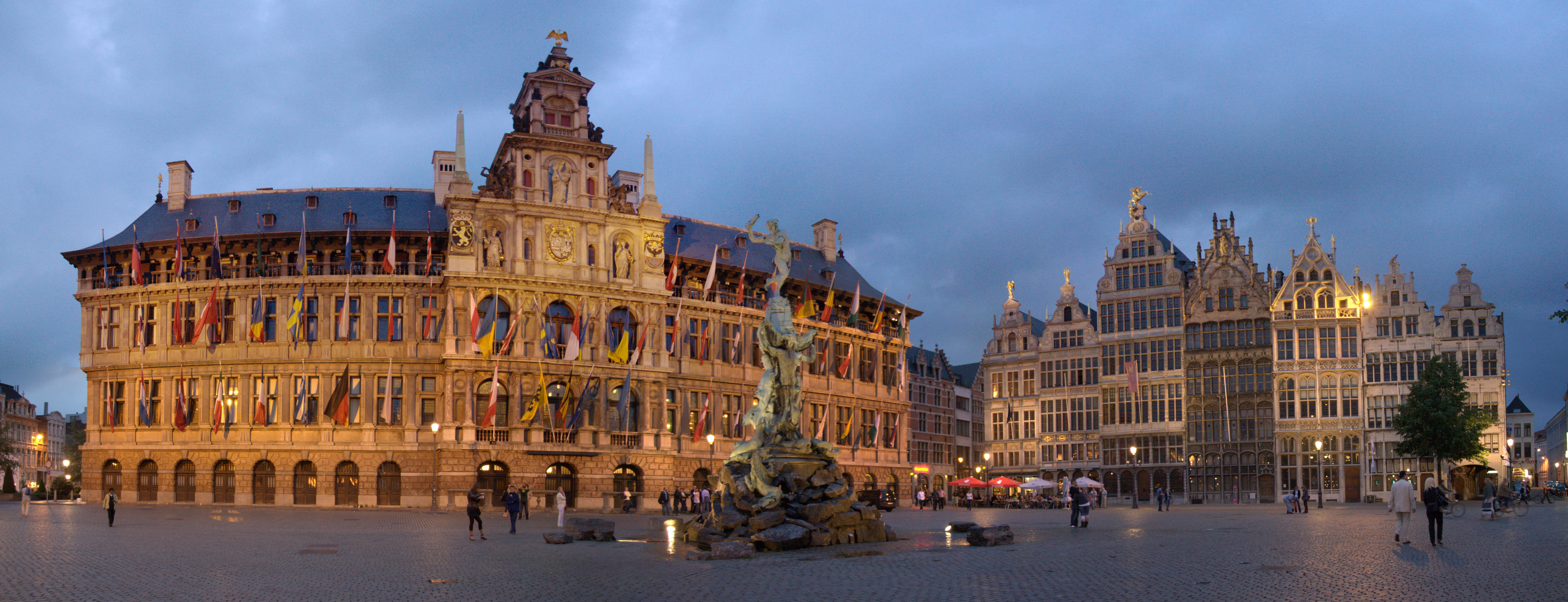
Panorama de la Grand-Place le soir
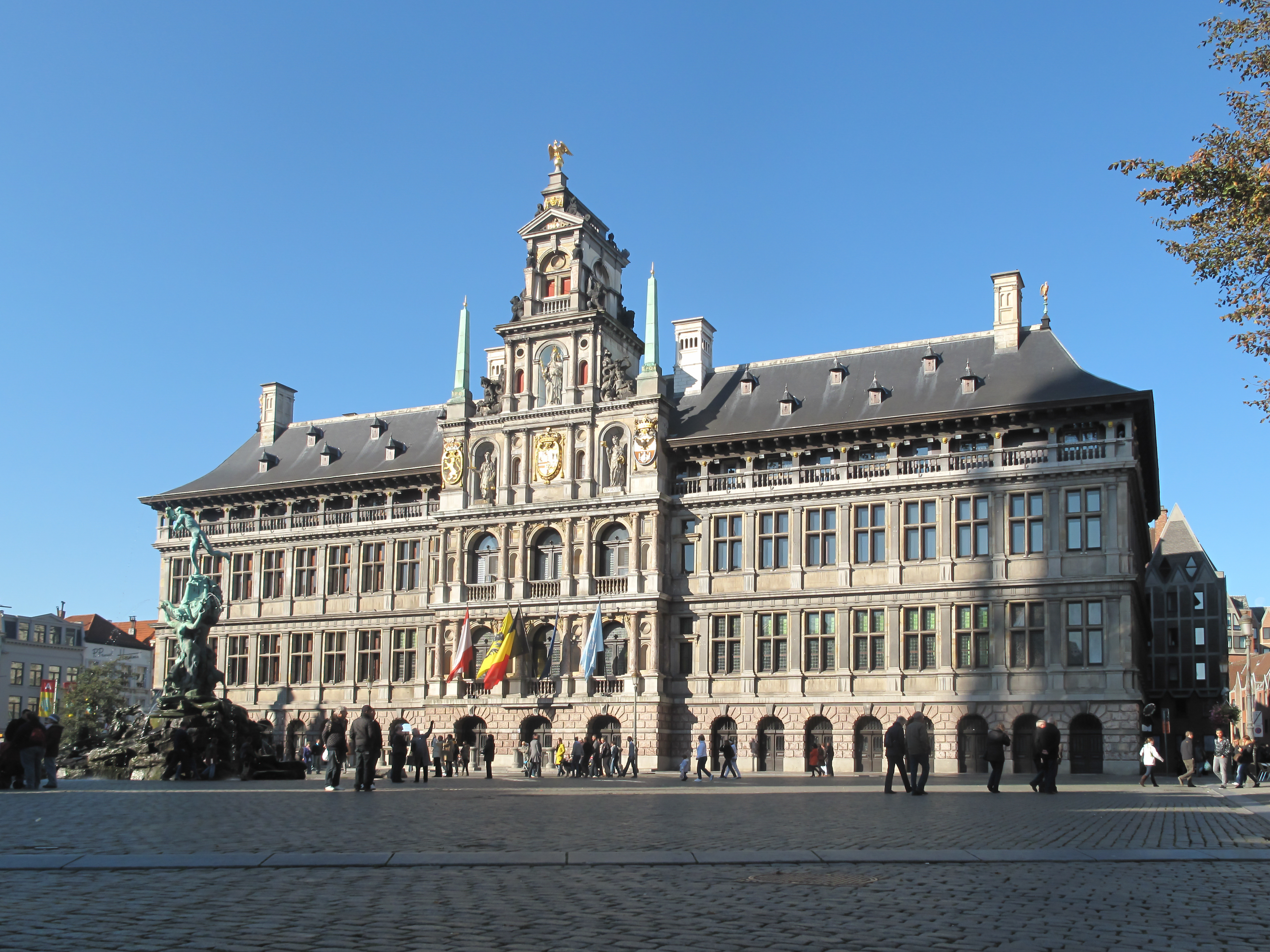
L'hôtel de ville
Les maisons de guilde
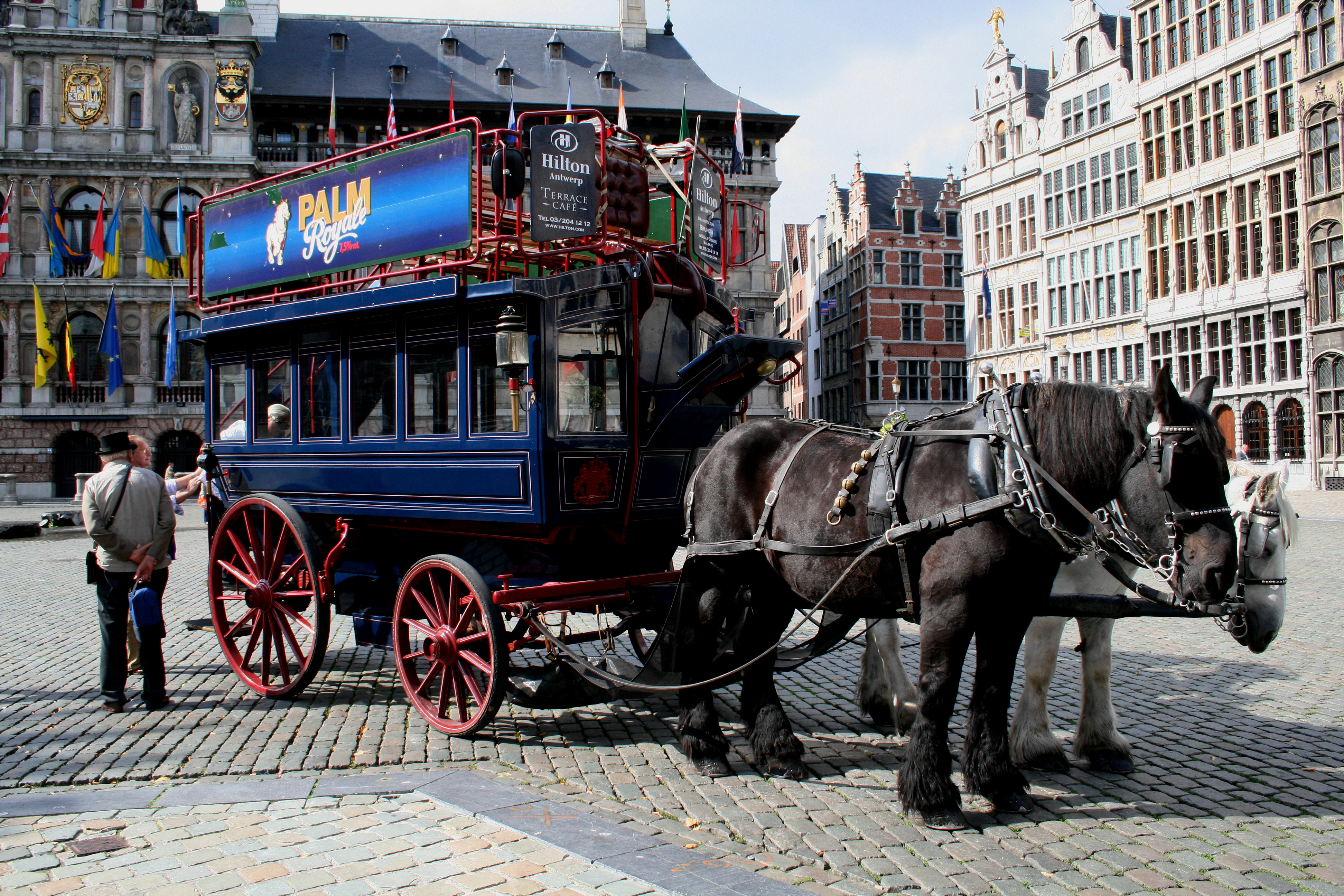
Voiture à cheval sur la Grand-Place
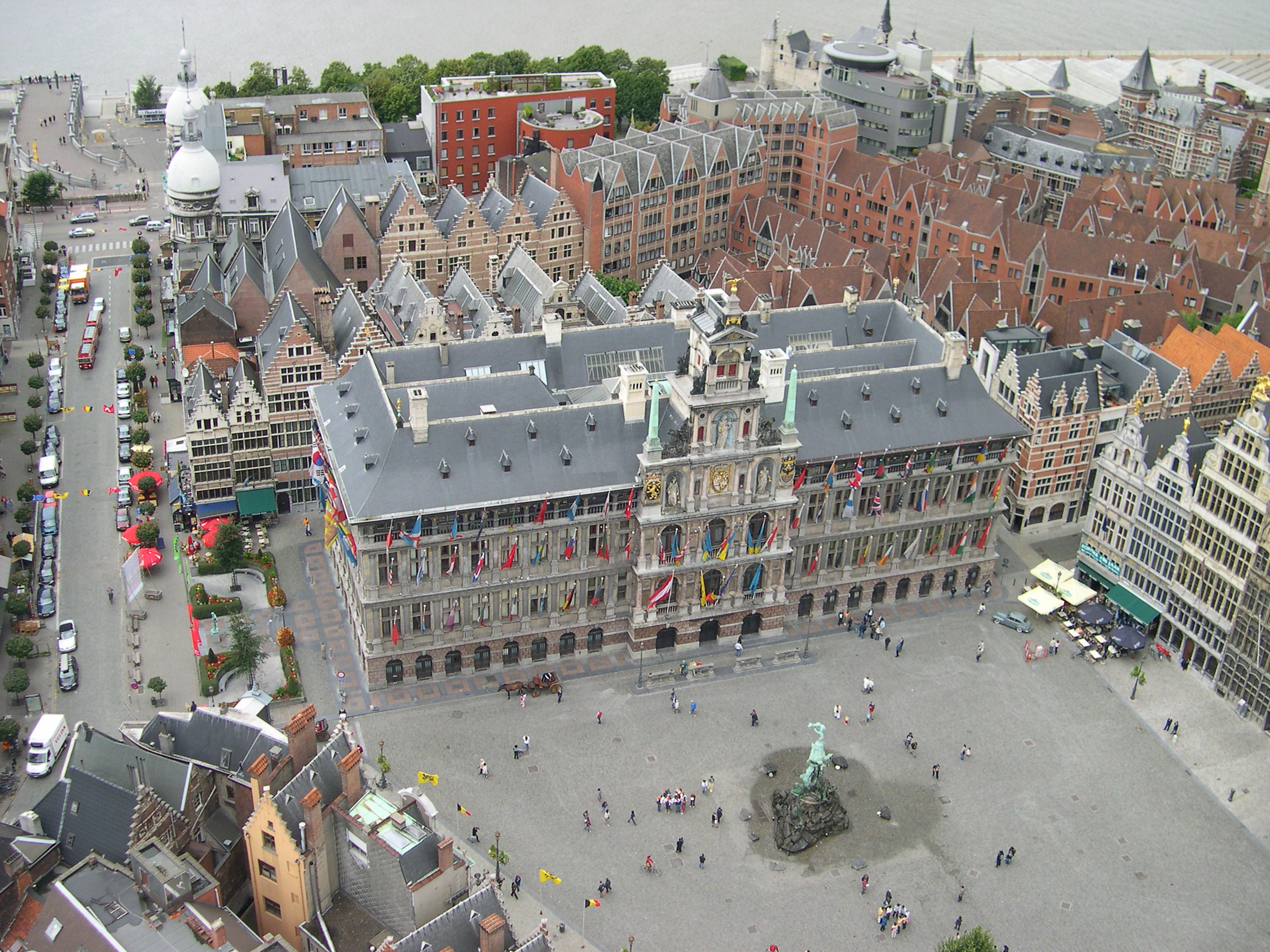
Vue aérienne de la place
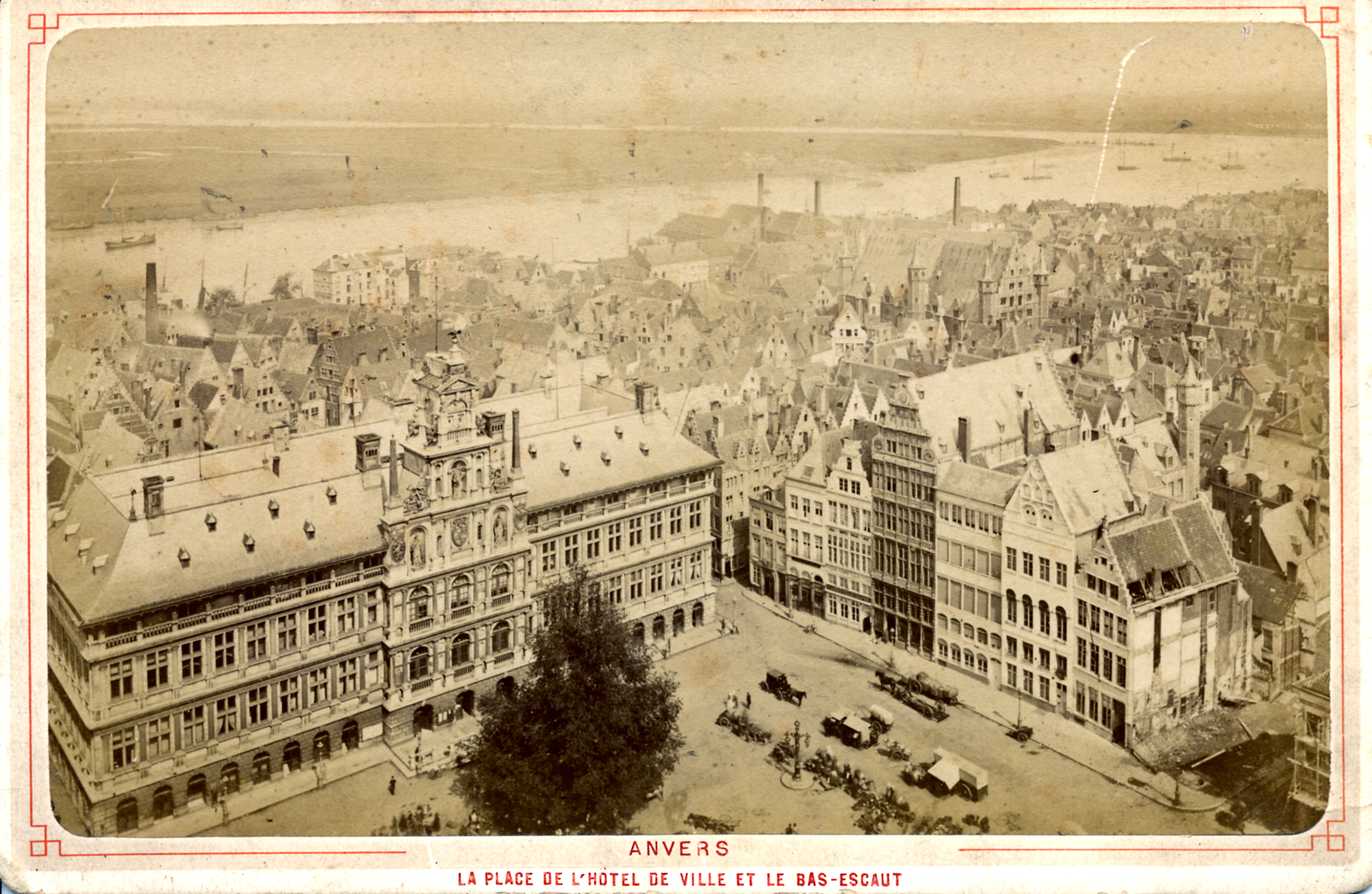
La Grand-Place d'Anvers vers 1880